# DoudouLinux
DoudouLinux — дистрибутив Linux, предназначенный для детей; был разработан в 2010 и официально выпущен в 2011 году. Основанный на Debian (ДудуЛинукс признан официальным деривативом) и доступный на многих языках, ДудуЛинукс обладает такими принципиальными качествами, как простота в обращении и возможность использования на всех стадиях роста ребёнка, что делает систему подходящей для дошкольников (от двух лет).
ДудуЛинукс включает около 50 программ, отобранных или разработанных специально для детей. Эти программы включают обучающие игры, программы, направленные на художественное развитие (рисование, музыка, мультфильмы), программы для уроков (словарь, калькулятор…), наработки основных компьютерных навыков через игру.
Разработкой ДудуЛинукс занимается сообщество добровольцев из разных стран под руководством основателя проекта, Жан-Мишеля Филиппа. Операционная система бесплатна, с открытым исходным кодом, распространяется на условиях лицензии GNU GPL. Сообщество ДудуЛинукс нацелено на то, чтобы сделать компьютер доступным для детей во всём мире без какой-либо дискриминации.

## Лёгкость: среда, пригодная для детей
Проект DoudouLinux считает общедоступные операционные системы непригодными для детей. Они предлагают слишком много возможностей и требуют слишком больших технических знаний, которыми дети не обладают.
По этой причине проект DoudouLinux создал среду специально для детей, в которой:
- нет всплывающих меню;
- программы запускаются одним кликом;
- знать буквы необязательно;
- рабочий стол нельзя изменить;
- большинство программ не требуют знания понятий «файл» и «каталог»;
- оконные программы не сворачиваются в панель задач;
- нет всплывающих подсказок;
- нет неожиданных вопросов.

Благодаря этому любой ребёнок может использовать DoudouLinux до школы, начиная с двухлетнего возраста, и вскоре быть самостоятельным.

## Адаптируемость: занятия изменяются вместе с ребёнком
C самого начала структура ДудуЛинукс была понятной и зависела от настроек и языка: главное меню предлагает доступ к различным занятиям по мере их упрощения.
Первые пять упражнений следующие:
- Gamine (для обучения простейшим навыкам работы с мышкой, от двух лет)
- Pysycache (для обучения продвинутым навыкам работы с мышкой, от трёх лет)
- Tux Paint (графический редактор для детей от 3 до 12)
- Childsplay (набор упражнений для детей от 4 лет: игры с мышкой и клавиатурой, развивающие память, игры для усвоения алфавита и чисел, забавлялки)
- GCompris (набор упражнений для детей от 2 до 10 лет: освоение компьютера, математические игры, наука, география, чтение и т.под.)

Эти программы помогают малышу освоить компьютер и постепенно придают ему уверенность в обращении с клавиатурой и мышкой, которую можно проявить в играх. Главное меню всегда появляется после выхода из программы.
Две последних сессии — «Мини DoudouLinux» и «Весь DoudouLinux» — представляют собой более сложные сгруппированные упражнения для ребят постарше. Их интерфейс больше похож на обычные компьютерные программы. За исключением того, что значки для запуска программ организованы в виде вкладок.
Эти сессии дают доступ к большему числу программ для детей постарше, некоторые из которых позволяют настраивать систему.
DoudouLinux подходит ребёнку по возрасту, если использовать все его компоненты по назначению:
- разные сессии по мере усложнения в пяти первых упражнениях сложность постепенно увеличивается, особенно в сессиях «Мини DoudouLinux» и «Весь DoudouLinux»
- программы из первой пятерки можно сделать невидимыми в сессии «Весь DoudouLinux». Например, если ребёнку два года, можно показать ему только Gamine, подождать пару месяцев, а потом добавить Pysycache, к трем годам добавить Childsplay и Tux Paint, к четырём — Gcompris и так далее вплоть до сессий «Мини DoudouLinux» и «Весь DoudouLinux».

При помощи утилиты выбора сессий для главного меню можно также показать дополнительные сессии, разработанные сотрудниками педагогического факультета Томского государственного педагогического университета (Россия) специально для использования в учебном процессе:
- « DoudouLinux Малыш» — для воспитанников детских садов
- « DoudouLinux Юниор» — для младших школьников

## Безопасность: среда и для детей, и для родителей
ДудуЛинукс также облегчает жизнь родителей (несмотря на некоторые статьи, утверждающие, что для этого надо хорошо знать Linux). Это полнофункциональная операционная система, которая запускается с компакт-диска или USB-носителя, не требуя установки (принцип live CD). Она не изменяет ни ваши данные, ни уже установленную на вашем компьютере систему. Кроме того, ДудуЛинукс не лезет без причины в интернет и поставляется вместе с родительским контролем, который интеллектуально фильтрует веб-контент в реальном времени (не сверяясь с черными списками, а анализируя содержимое страницы). Таким образом, родители могут позволить детям заниматься на компьютере самим, учиться и забавляться, не боясь при этом потерять данные или систему, не опасаясь, что дети увидят неподобающие сайты (с насилием, порнографией…). Больше того, ДудуЛинукс не надо устанавливать, разбираться с ним, обновлять, удалять вирусы.
Наконец, ДудуЛинукс можно одолжить, отдать, скопировать сколько угодно раз — и все это абсолютно законно. С этой точки зрения ДудуЛинукс отлично защищен благодаря свободной лицензии GNU GPL
Минимальная конфигурация, рекомендуемая для работы ДудуЛинукс, следующая:
:
- 256 Мб оперативной памяти;
- Процессор 800 MHz;
- Разрешение монитора 800×600 пикселей.

DoudouLinux работает и на менее мощных процессорах, за исключением трехмерных игр, которые требуют значительно больше ресурсов. Оперативная память также может быть меньше, положительные результаты были и на 128 мБ памяти. Что касается разрешения экрана, большинство программ спроектированы для разрешения 800*600 пикселей. Так что предпочтительно выбирать монитор и видеокарту, которые поддерживают это разрешение.
В целом, компьютера начала 2000-х годов достаточно (например, большинство Pentium III подходят). Что касается Macintosh, их архитектура изменилась на сходную с PC в 2006 году. Вот почему DoudouLinux не будет работать на более старых Маках.

## Использование
DoudouLinux можно использовать по-разному: как загрузочный компакт-диск (LiveCD) или USB-носитель LiveUSB), а также при помощи установки на жёсткий диск.

### Live CD
Это основной способ запуска DoudouLinux, для которого система проектировалась изначально. Фактически DoudouLinux не нужно устанавливать на компьютер, а можно просто запустить с компакт-диска как альтернативу операционной системе, установленной на вашем ПК. Это самый простой способ попробовать DoudouLinux.
Преимущества компакт-диска — низкая стоимость носителя и относительная простота записи на него DoudouLinux (предполагается, что любая операционная система может записать образ диска на пустой CDR) плюс нулевая вероятность повреждения данных или ОС на вашем компьютере. Недостатки — в относительно медленной скорости загрузки и работы системы, а также потере всех изменений системы и данных пользователя после перезагрузки. Последнюю проблему можно преодолеть, подключив USB-носитель и активировав так называемую функцию сохранения данных.

### LiveUSB
Если компьютер может загружаться с USB-носителя, лучше записать образ DoudouLinux на USB-носитель. По сравнению с предыдущим способом, система будет быстрее загружаться и работать, и данные пользователя вместе с изменениями системы можно сохранять на USB-носителе. Минусы в том, что не все компьютеры могут загружаться с USB-носителя, а также в относительной сложности записи образа системы. Впрочем, разные дистрибутивы Linux включают соответствующие утилиты, и сама система включает пошаговый мастер записи образа системы на USB-носитель.
Что касается Windows®, то существует много программ, записывающих образ системы на USB-носитель.

### Установка
Наконец, существует возможность установить DoudouLinux на жёсткий диск. Это можно сделать двумя способами:
- аналогично тому, как образ системы записывается на USB-носитель,
- обычная установка на жёсткий диск. Этот способ не так общедоступен. Больше того, по соображениям безопасности данных DoudouLinux скрывает этот способ, чтобы предотвратить случайную потерю данных (в отличие от других LiveCD, которые помещают значок установщика прямо на рабочий стол, например, Ubuntu).

## Сообщество
DoudouLinux — это молодой общественный проект, который разрабатывают компьютерные энтузиасты. Коллектив включает и частных лиц, и организации, такие как Томский государственный педагогический университет. В данное время коллектив включает более 60 человек (не все они активно работают) 30 разных национальностей. Работа в проекте включает в себя продвижение дистрибутива, тестирование, перевод системы и веб-сайта на разные языки, создание рисунков и иллюстраций, написаний новых веб-страниц, управление проектом и программирование. Как и в любом общественном проекте, участие добровольно и с благодарностью принимается сообществом.